# Carleton (circonscription fédérale)
Pour les articles homonymes, voir Carleton.
Cette circonscription ne doit pas être confondue avec l'ancienne circonscription de Carleton située au Nouveau-Brunswick.
Circonscription électorale fédérale du Canada
Carleton est une circonscription électorale fédérale de l'Ontario représentée depuis 2015. Elle fut aussi représentée de 1867 à 1968.
C'est l'Acte de l'Amérique du Nord britannique de 1867 qui divisa le comté de Lanark en deux districts électoraux, Lanark-Nord et Lanark-Sud. Abolie en 1966, elle fut redistribuée parmi Grenville—Carleton, Lanark et Renfrew, Ottawa-Centre, Ottawa-Ouest et Ottawa—Carleton. À la suite du redécoupage de 2012, la circonscription est recréée avec des parties de Carleton—Mississippi Mills, Nepean—Carleton et Ottawa-Sud.

## Géographie
En 1882, la circonscription de Carleton comprenait:
- Les cantons de Nepean, Gower Nord, Marlboro, March, Torbolton, Goulbourn
- Le village de Richmond

En 1903, elle comprenait:
- Le comté de Carleton, excluant la ville d'Ottawa
- Les cantons de Gloucester et d'Osgoode

En 2015, la circonscription consiste en une partie de la ville d'Ottawa.

## Députés

### 1867-1968
| Législature                                                                                              | Années    | Député                  | Député                    | Parti                     |
| --- | --------- | ----------------------- | ------------------------- | ------------------------- |
| Carleton                                                                                                 |           |                         |                           |                           |
| 1re | 1867–1872 |                         | John Holmes               | Libéral-conservateur      |
| 2e | 1872–1874 | John Rochester          | Conservateur              |                           |
| 3e | 1874–1878 | John Rochester          | Conservateur              |                           |
| 4e | 1878–1882 | John Rochester          | Conservateur              |                           |
| 5e | 1882–1887 | John A. Macdonald       | Libéral-conservateur      |                           |
| 6e | 1887–1888 | John A. Macdonald       | Libéral-conservateur      |                           |
| 6e | 1888–1891 | George Lemuel Dickinson | Conservateur              |                           |
| 7e | 1891–1896 | William Thomas Hodgins  | Conservateur              |                           |
| 8e | 1896–1900 | William Thomas Hodgins  | Conservateur              |                           |
| 9e | 1900–1904 | Edward Kidd             | Conservateur              |                           |
| 10e | 1904–1905 | Edward Kidd             | Conservateur              |                           |
| 10e | 1905-1908 | Robert Borden           | Conservateur              |                           |
| 11e | 1908–1909 | Robert Borden           | Conservateur              |                           |
| 11e | 1909-1911 | Edward Kidd (2)         | Conservateur              |                           |
| 12e | 1911–1912 | Edward Kidd (2)         | Conservateur              |                           |
| 12e | 1912-1917 | William Foster Garland  | Conservateur              |                           |
| 13e | 1917–1921 | George Boyce            | Unioniste                 |                           |
| 14e | 1921–1925 | William Foster Garland  | Conservateur              |                           |
| 15e | 1925–1926 | William Foster Garland  | Conservateur              |                           |
| 16e | 1926–1930 | William Foster Garland  | Conservateur              |                           |
| 17e | 1930–1935 | William Foster Garland  | Conservateur              |                           |
| 18e | 1935–1940 | Alonzo Hyndman          | Conservateur              |                           |
| 19e | 1940–1940 | Alonzo Hyndman          | Gouvernement national     |                           |
| 19e | 1940–1945 | George Russell Boucher  | Conservateur              |                           |
| 20e | 1945–1948 | George Russell Boucher  | Progressiste-conservateur |                           |
| 20e | 1948–1949 | George Alexander Drew   | Progressiste-conservateur |                           |
| 21e | 1949–1953 | George Alexander Drew   | Progressiste-conservateur |                           |
| 22e | 1953–1957 | George Alexander Drew   | Progressiste-conservateur |                           |
| 23e | 1957–1958 | Richard Albert Bell     | Progressiste-conservateur |                           |
| 24e | 1958–1962 | Richard Albert Bell     | Progressiste-conservateur |                           |
| 25e | 1962–1963 | Richard Albert Bell     | Progressiste-conservateur |                           |
| 26e | 1963–1965 |                         | Cyril Lloyd Francis       | Libéral                   |
| 27e | 1965–1968 |                         | Richard Albert Bell (2)   | Progressiste-conservateur |
| Redistribuée parmi Grenville—Carleton, Lanark et Renfrew, Ottawa-Centre, Ottawa-Ouest et Ottawa—Carleton |           |                         |                           |                           |

### Depuis 2015
| Législature                                                                              | Années       | Député | Député           | Parti        |
| ---------------------------------------------------------------------------------------- | ------------ | ------ | ---------------- | ------------ |
| Carleton issue d'une partie de Carleton—Mississippi Mills, Nepean—Carleton et Ottawa-Sud |              |        |                  |              |
| 42e                                                                                      | 2015–2019    |        | Pierre Poilievre | Conservateur |
| 43e                                                                                      | 2019–2021    |        | Pierre Poilievre | Conservateur |
| 44e                                                                                      | 2021–2025    |        | Pierre Poilievre | Conservateur |
| 45e                                                                                      | 2025–Présent |        | Bruce Fanjoy     | Libéral      |

## Résultats électoraux
|       | Candidat         | Parti        | # de voix | % des voix |
|       | Pierre Poilievre | Conservateur | +27 762,  | 46,86 %    |
|       | Chris Rodgers    | Libéral      | +25 913,  | 43,74 %    |
|       | Kc Larocque      | NPD          | +03 632,  | 6,13 %     |
|       | Deborah Coyne    | Vert         | +01 932,  | 3,26 %     |
| Total | Total            | Total        | 59 239    | 100 %      |